# 丹羽祐而
丹羽 祐而（にわ ゆうじ、1943年 - ）は、日本の実業家、市民活動家、環境活動家、大学講師。
朝鮮生まれ。1945年太平洋戦争終結に伴い北海道に引き揚げ。北海道札幌北高等学校卒業。1966年北海学園大学経済学部卒業。北海道協同組合通信社に入社。1972年同社を退社し、株式会社丹羽企画研究所を設立。その後、札幌市PTA協議会会長。1983年クリエイティヴ・コア株式会社代表取締役社長（2000年まで）。1992年酪農学園大学環境システム学部では非常勤講師として「北海道産業論」を担当（2006年まで）。1995年社団法人日本PTA全国協議会副会長（1996年まで）。札幌市社会教育委員（1996年まで）。2000年札幌市教育委員会教育委員長（2009年まで）。この他、NPO法人浜辺と海をきれいにする会会長や、札幌21の会会長を務めた。
現在は、株式会社丹羽企画研究所代表取締役社長。特定非営利活動法人茨戸川環境市民フォーラム代表理事。NPO法人北海道生きがいの会運営委員。2006年より湘南工科大学工学部人間環境学科非常勤講師も務める。
在学中は蝦名賢造ゼミに所属。

## 著書
- 『ナイフを持たせぬ教育論』（編著、毎日新聞社、1998年）